# المحلتين (الحديدة)

تعديل مصدري - تعديل

المحلتين هي إحدى قرى مديرية السخنة، التابعة لمحافظة الحديدة اليمنية، بلغ تعداد سكانها 2961 نسمة حسب الإحصاء الذي جرى عام 2004.